# 松江生協病院
松江生協病院（まつえせいきょうびょういん）は、松江保健生活協同組合が島根県松江市に設置する病院。

## 概要
正式名称は、「総合病院松江生協病院（そうごうびょういんまつえせいきょうびょういん）」。救急告示病院に指定されている。公益財団法人日本医療機能評価機構認定病院。全日本民主医療機関連合会（民医連）に加盟している。

## 沿革
(この節の出典)
- 1950年：松江勤労者健康管理協会設立 松江大衆診療所開設。
- 1952年：松江保健生活協同組合に改組 朝日診療所開設。
- 1953年：松江診療所を開設。
- 1957年：揖屋診療所開設。
- 1960年：松江生協病院開院(23床)松江診療所廃止。
- 1961年：松江生協病院(27床)に増床 労災指定医療機関認定。
- 1963年：眼底カメラ購入。
- 1964年：加茂町水害医療救援、中野村無医村健診開始。
- 1966年：腹部大動脈瘤手術成功、松江生協病院新築移転(75床)。
- 1969年：松江生協病院救急指定認可。
- 1973年：テレビレントゲン、外科用イメージ導入。
- 1974年：人工透析導入、人工呼吸器心電図モニター導入。
- 1977年：松江生協病院増築(105床)、ICU設置。
- 1978年：県内初のCTスキャン導入。
- 1980年：松江生協病院(157床)に増床。
- 1981年：松江生協病院(177床)に増床。
- 1982年：「適時給食」開始。
- 1983年：松江生協病院(210床)に増床。
- 1984年：松江診療所を開設、老人デイケア開始。
- 1986年：松江生協病院新築移転、県内初の生体腎移植成功。
- 1987年：松江生協リハビリテ－ション病院開設(180床)。
- 1988年：服薬指導開始。
- 1989年：総合病院認可、県内初のESWL施設承認。
- 1991年：県内初の内視鏡的胆嚢摘出術開始。
- 1994年：訪問看護ステ－ション開設。
- 1995年：阪神淡路震災医療救援派遣。
- 1996年：松江生協リハビリテーション病院新築移転。
- 1999年：総合リハビリテ－ション施設取得、クリニカルパス導入。
- 2000年：PTCA治療開始、ふれあい健康センター新築(ふれあい診療所、歯科診療所、健診センター、デイケア)、松江生協リハビリテーション病院増築(245床)。
- 2001年：アブレーション治療開始。
- 2002年：日本内科学会教育病院取得。
- 2003年：厚生労働省指定臨床研修病院取得。
- 2005年：臥位デジタルステレオガイドによる、吸引式乳房専用針生検装置（マンモトーム）導入（山陰初）、ふれあい診療所リニューアルオープン。
- 2006年：松江生協病院リニューアル完成、財団法人日本医療機能評価機構認定病院（バージョン4.0）取得、学園福祉センター開設。
- 2007年：レディース病棟休止（20床）、地下水利用・ESCO事業開始（環境・大災害対策）。
- 2008年：64列CT導入（松江圏域初）、バイプレーンアンギオ（血管造影装置）導入、回復期リハビリテーション病棟開設。
- 2009年：生協きらり助産院開設（県内初の院内独立型助産院）。
- 2010年：高齢者住宅「ふらここ」開設。
- 2011年：財団法人日本医療機能評価機構認定病院（バージョン5.0）取得。
- 2012年：IVR-CT （血管撮影とマルチスライスCTを一体化した装置）導入。
- 2013年：松江生協病院 電子カルテ導入。
- 2014年：せいきょう幸町福祉センター開設、せいきょうサポートセンター開設、松江生協病院 DPC病院算定。
- 2015年：医療療養病棟開設、介護療養型老人保健施設「虹」開設、サービス付き高齢者向け住宅「なないろ」開設。
- 2016年：地域包括ケア病棟開設。
- 2019年：介護医療院「虹」開設。

## 診療科
(この節の出典)
- 内科
- 呼吸器科（呼吸器内科）
- 消化器科（消化器内科）
- 循環器科（循環器内科）
- 小児科
- 精神科
- 神経内科
- 外科
- 整形外科
- 脳神経外科
- 心臓血管外科

- 乳腺外科
- 肛門科（肛門外科）
- 産婦人科
- 眼科
- 耳鼻咽喉科
- 皮膚科
- 泌尿器科
- リハビリテーション科
- 放射線科
- 麻酔科

## 医療機関の認定
(この節の出典)
- 保険医療機関
- 高齢者の医療の確保に関する法律(昭和57年法律第80号)第7条第1項に規定する医療保険各法及び同法に基づく療養等の給付の対象とならない医療並びに公費負担医療を行わない医療機関
- 労災保険指定医療機関
- 指定自立支援医療機関（更生医療）
- 身体障害者福祉法指定医の配置されている医療機関
- 臨床研修病院
- 生活保護法指定医療機関(中国残留邦人等の円滑な帰国の促進並びに永住帰国した中国残留邦人等及び特定配偶者の自立の支援に関する法律(平成6年法律第30号)に基づく指定医療機関を含む。)
- 結核指定医療機関
- 在宅療養後方支援病院
- 原子爆弾被害者一般疾病医療取扱医療機関
- DPC対象病院
- 無料低額診療事業実施医療機関
- 救急告示病院（二次救急）[6]
- このほか、各種法令による指定・認定病院であるとともに、各学会の認定施設でもある。

## 交通アクセス
- JR山陽本線「松江駅」よりタクシーで5分[7]
- 松江市営バス「生協病院入口」停留所下車[7]

## 周辺
- 開星中学校・高等学校
- 国立病院機構松江医療センター